# Gianni Farinetti
Gianni Farinetti (Bra, 24 novembre 1953) è uno scrittore italiano.

## Biografia
Nato a Bra nel 1953 e cresciuto a Torino, Gianni Farinetti da giovane si iscrive alla facoltà di architettura e in seguito lavora in un'agenzia pubblicitaria come Copywriter. Successivamente si dedica alla sceneggiatura e alla regia realizzato alcuni documentari e cortometraggi.
Nel 1996 si afferma nel panorama del giallo italiano con il suo romanzo d'esordio  Un delitto fatto in casa, con cui ha vinto il Premio Grinzane Cavour, Il Premier Roman di Chambéry e il Premio Città di Penne.
 Nel 1998 ha vinto il Premio Selezione Bancarella con L'isola che brucia, nel 2008 il Premio Via Po con Il segreto tra di noi, e nel 2016 il Premio Recalmare Leonardo Sciascia con Il ballo degli amanti perduti col quale ha vinto anche il Premio Provincia in Giallo (2017 e il Premio Nottigialle (2017)
Cura la rassegna cinematografica Sentieri Selvaggi in Alta Langa, ed è direttore artistico del ciclo di presentazioni letterarie “A cena con l’autore al castello di Prunetto”, 
Collabora con "Il Corriere della Sera" pagine del Piemonte con la rubrica domenicale Gente di Torino. Ha collaborato con varie testate nazionali come "La Stampa", "Diario", "Il fatto quotidiano", "Gioia", "Amica".

I suoi romanzi sono tradotti nei maggiori paesi europei. Vive fra Torino e l'Alta Langa. È il fratello maggiore del filosofo Giuseppe Farinetti.

## Opere
- Un delitto fatto in casa, Marsilio, 1996, 2004, (Premio Grinzane Cavour Autore Esordiente 1997, Premio Premier Roman Chambery 1997)
- L'isola che brucia, Marsilio, 1997, 2000, (Premio Selezione Bancarella 1998)
- Lampi nella nebbia, Marsilio, 2000
- L'ombra del vulcano, Cartacanta, 2000 (racconto illustrato)
- In piena notte, Mondadori, 2002, 2006
- Prima di morire, Mondadori, 2004, (riedito da Marsilio, 2008)
- Lettere d'amore a Costanza'' - testi per l'Opera Il Flauto Magico di W.A.Mozart" Torino, 2005
- Partita doppia (con Errico Buonanno), Aliberti editore, 2005
- Il segreto tra di noi, Mondadori, 2008, (Premio Via Po 2009 (riedito da Marsilio, 2016))
- Regina di cuori, Marsilio, 2011
- La verità del serpente, Marsilio, 2011
- Doppio silenzio, Marsilio, 2020
- L'amore sprecato, Marsilio, 2024

### Serie maresciallo Giuseppe Buonanno
- Rebus di mezza estate, Marsilio 2013
- Il ballo degli amanti perduti, Marsilio, 2016, (Premio Recalmare Leonardo Sciascia 2016; Premio La Provincia in giallo, Garlasco 2017; Premio Nebbia Gialla, Suzzara 2017)
- La bella sconosciuta, Marsilio, 2019

Racconti
- Sarebbe bellissimo, 1982 (in Sodoma)
- Mai una buona notizia, 1988 (in Sodoma)
- Eyes Wide Shut in Men on Men, Mondadori 2003
- Pilar in Bloody Europe!, Playground 2004
- Là fuori in Invito alla Festa con delitto, L'Unità
- Over 60 - Men, Elmi's World, 2016